# Tongeren (okręg)
Tongeren (nld. Arrondissement Tongeren, fr. Arrondissement administratif de Tongres, niem. Bezirk Tongern) – okręg w północnej Belgii, w Regionie Flamandzkim, w prowincji Limburgia.  

## Podział administracyjny
Okręg podzielony jest na 13 gmin (nld. gemeente, fr. commmune, niem. Gemeinde), w skład których wchodzi 89 dzielnic (deelgemeente)
| - Alken - Bilzen (Bilsen), miasto - Beverst - Eigenbilzen - Grote-Spouwen (Grand-Spauwen) - Hees - Hoelbeek - Kleine-Spouwen (Petit-Spauwen) - Martenslinde - Mopertingen - Munsterbilzen (Münsterbilsen) - Rijkhoven - Rosmeer - Waltwilder - Borgloon (Looz), miasto - Bommershoven - Broekom (Broechem-lez-Looz) - Gors-Opleeuw (Gorslieux) - Gotem (Gothem-lez-Looz) - Groot-Loon (Grand-Looz) - Hendrieken - Hoepertingen (Houpertange) - Jesseren - Kerniel - Kuttekoven (Cuttecoven) - Rijkel (Ryckel) - Voort - Heers - Batsheers (Bas-Heers) - Gutschoven (Gossoncourt) - Heks (Hex) - Horpmaal (Horpmael) - Klein-Gelmen (Petite-Jamine) - Mechelen-Bovelingen (Marlinne) - Mettekoven (Matincourt) - Opheers (Haut-Heers) - Rukkelingen-Loon (Roclenge-Looz) - Vechmaal (Fimal) - Veulen (Fologne) - Herstappe | - Hoeselt - Romershoven (Romercourt) - Schalkhoven - Sint-Huibrechts-Hern (Hern-Saint-Hubert) - Werm - Kortessem - Guigoven - Vliermaal - Vliermaalroot - Wintershoven - Lanaken (Lanaeken) - Gellik - Neerharen - Rekem (Reckheim-le-Dépôt / Reckheim) - Veldwezelt - Maasmechelen - Boorsem - Eisden - Leut - Mechelen-aan-de-Maas (Malines-sur-Meuse) - Meeswijk - Opgrimbie - Uikhoven - Vucht - Riemst - Genoelselderen - Herderen - Kanne (Canne) - Membruggen - Millen - Val-Meer (Falle-et-Mheer) - Vlijtingen (Flétange) - Vroenhoven - Zichen-Zussen-Bolder (Sichem-Sussen-et-Bolré) | - Tongeren (Tongres / Tongern), miasto - Berg - Diets-Heur (Heur-le-Tiexhe) - Henis - ’s Herenelderen - Koninksem (Coninxheim) - Lauw (Lowaige) - Mal - Neerrepen - Nerem - Overrepen - Piringen (Pirange) - Riksingen - Rutten (Russon) - Sluizen (Sluse) - Vreren (Frères) - Widooie (Widoye) - Voeren (Fourons / Vuren) - ’s-Gravenvoeren (Fouron-le-Comte) - Moelingen (Mouland) - Remersdaal (Rémersdael / Reemersthal) - Sint-Martens-Voeren (Fouron-Saint-Martin) - Sint-Pieters-Voeren (Fouron-Saint-Pierre) - Teuven - Wellen - Berlingen - Herten - Ulbeek |